# 大原高安
大原 高安（おおはら の たかやす）は、奈良時代の皇族・貴族・歌人。当初高安王を称するが、大原真人姓を与えられ臣籍降下した。敏達天皇の孫である百済王の後裔。筑紫大宰率・河内王の子。官位は正四位下・衛門督。

## 経歴
元明朝の和銅6年（713年）無位から従五位下に直叙され、元正朝の霊亀3年（717年）従五位上となる。その後、紀皇女（一説では多紀皇女の誤りとする）との密通を咎められて伊予守に左遷されるが、養老3年（719年）按察使が設置されると、阿波・讃岐・土佐の按察使を兼ねている。
左遷を受けながらも、養老5年（721年）正五位下、神亀元年（724年）正五位上、神亀4年（727年）従四位下と、元正朝後半から聖武朝初期にかけて順調に昇進する。聖武朝では摂津大夫・衛門督を務める。神亀6年（729年）に発生した長屋王の変以降昇進が止まったが、天平9年（737年）に藤原四兄弟が相次いで没すると従四位上に昇叙され、天平12年（740年）正四位下に至る。また、この間の天平11年（739年）には弟の桜井王・門部王らと共に大原真人姓を与えられ臣籍降下している。天平14年12月（743年1月）19日卒去。

## 人物
『万葉集』に和歌作品3首が採録されているが、ほかにも高田女王（7首）、大原桜井（2首）、大原門部（4首）、大原今城（9首）と一族から万葉歌人を輩出している。大伴家持が中心となって編纂したと想定される『万葉集』巻八では、大伴氏の氏人に限って作者名に「宿禰」を印さない箇所が多いが、その中で大原高安は「高安」と略記されており、高安王またはその近親者が編纂に関わりを持っていた可能性が指摘されている。

## 官歴
注記のないものは『続日本紀』による。
- 和銅6年（713年） 正月23日：従五位下（直叙）
- 霊亀3年（717年） 正月4日：従五位上
- 時期不詳：伊予守
- 養老3年（719年） 7月13日：兼阿波・讃岐・土佐三国按察使
- 養老5年（721年） 正月5日：正五位下
- 神亀元年（724年） 2月22日：正五位上
- 神亀4年（727年） 正月27日：従四位下
- 時期不詳：摂津大夫[8]
- 天平4年（732年） 10月17日：衛門督
- 天平9年（737年） 9月28日：従四位上
- 天平11年（739年） 4月3日：大原真人姓を賜与され臣籍降下
- 天平12年（740年） 11月21日：正四位下

## 系譜
- 父：河内王[4]
- 母：不詳
- 妻：不詳[9]
  - 女子：高田女王[10]